# Hrywnja

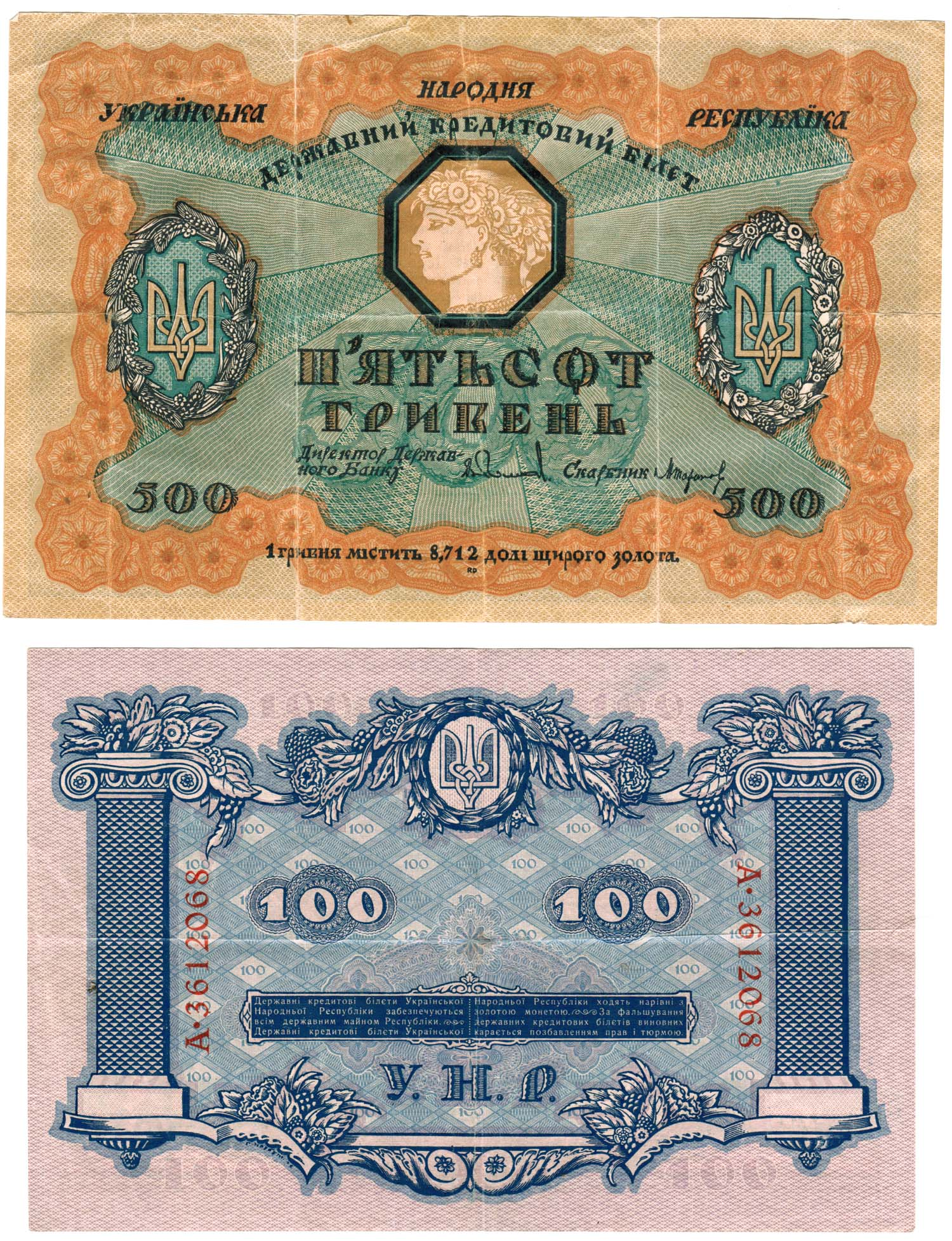
500- und 100-Hrywen-Schein, 1918

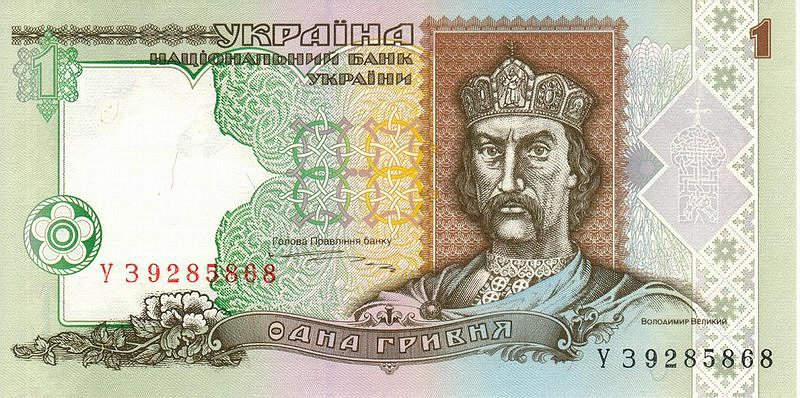
1-Hrywnja-Schein v., 1995

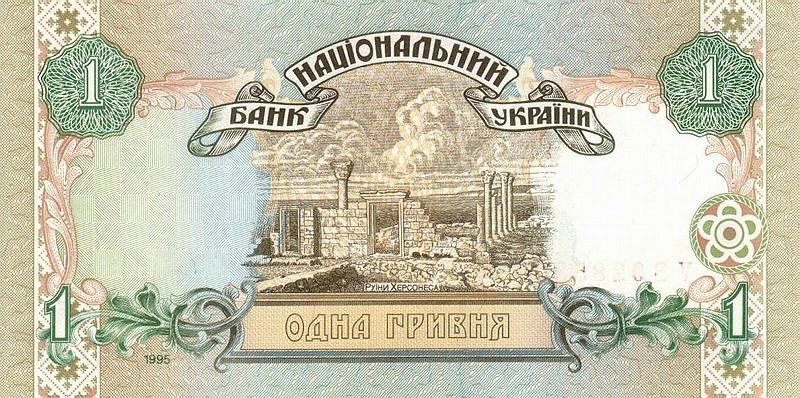
1-Hrywnja-Schein r., 1995

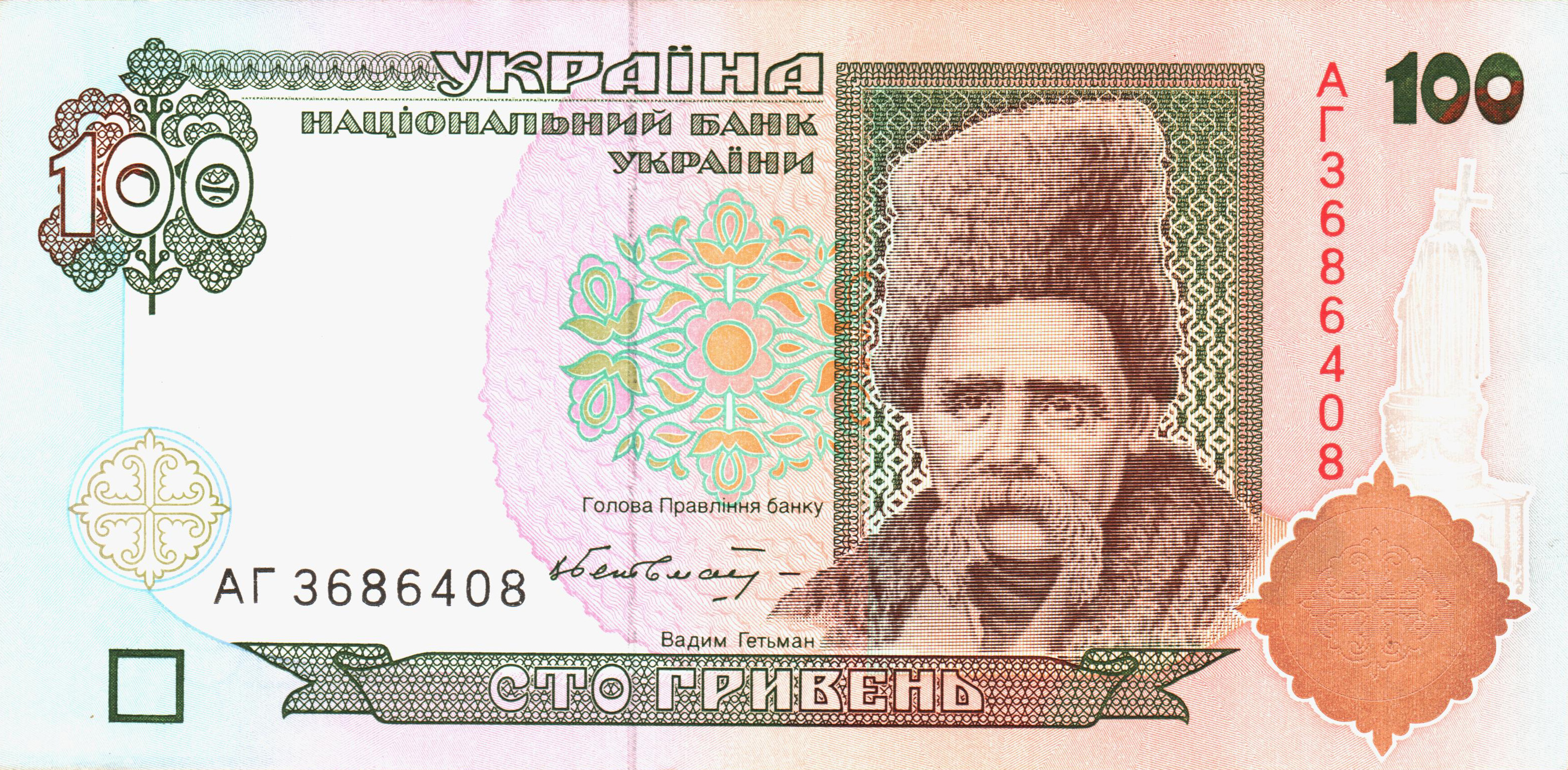
100-Hrywen-Schein, 1996

Die Hrywnja (ukrainisch гривня; wissenschaftliche Transliteration: hryvnja; Aussprache [ˈɦrɪu̯nʲɑ]; (anhörenⓘ) Nom. Pl. Hrywni, Gen. Pl. Hrywen; auch Griwna genannt) ist seit der Währungsreform im September 1996 die Währung der Ukraine. Der ISO-Code ist UAH. Der 100. Teil einer Hrywnja heißt Kopijka (Gen. Pl. Kopijok).

## Geschichte
Bereits während der Zeit der Kiewer Rus gab es unter der Bezeichnung Griwna bzw. Hrywnja eine allgemeingültige Geldeinheit, die knapp einem Pfund Silber (400 g) entsprach.
Eine Theorie besagt, dass das Wort „Hrywnja“ von den goldenen oder silbernen Schmuckstücken stammt, die um den Hals (Griwa, Zagriwok) getragen wurden. Es wurden auch kleinere Währungseinheiten benutzt: Nogata (Bär oder Wolf), Kuna (Nerz oder Zobel), Wekscha (Eichhörnchen). Es galt: 1 Hrywnja = 20 Nogata = 25 Kuna = 100 Wekscha.
Im 11. Jahrhundert wurde Griwna als Maßeinheit benutzt. Im 12. Jahrhundert entsprach eine Silbergriwna einem Gewicht von ca. 204 Gramm. In den Jahrhunderten der Zugehörigkeit des Großteils der Ukraine zum Königreich Polen-Litauen entsprach die Grzywna (so die polnische Schreibweise) der Mark.
Später war Hrywnja als Bezeichnung für Kupfermünzen (2,5 oder 3 Kopijok) bzw. Hrywenik (гривеник) für eine Silbermünze im Wert von 10 Kopijok gebräuchlich. Bis in sowjetische Zeiten hielt sich diese traditionelle Benennung.
In den Wirren nach der Oktoberrevolution, in der auf bis dahin russischem Gebiet gegründeten Ukrainischen Volksrepublik, hieß die Währung zunächst Karbowanez. Nach dem Zusammenschluss mit der auf dem ehemaligen Habsburgergebiet entstandenen Westukrainischen Volksrepublik am 22. Januar 1919 beschloss der Zentralrat am 1. März 1918 die Einführung einer neuen Währungseinheit: die Hrywnja. Sie war in 100 Einheiten geteilt und hatte den Wert eines halben Karbowanez’. Die Geldscheine wurden im Laufe des Jahres 1918 in Berlin gedruckt. Vorerst wurden weiterhin Karbowanez ausgegeben, die dann gleichzeitig mit den Hrywen im Umlauf waren.
Ausgabe der Geldscheine in chronologischer Reihenfolge:
- 5. Januar 1918: 100 Karbowanez
- 6. April 1918: 25 und 50 Karbowanez
- 17. Oktober 1918: 10, 100 und 500 Hrywen
- Oktober 1918: 1000 und 2000 Hrywen
- August 1919: 10, 100, 250 und 1000 Karbowanez
- Oktober 1919: 25 Karbowanez

Nach dem Anschluss an die Sowjetunion galt in der Ukraine zunächst der „Bolschewistische Tausender“, der jedoch einen sehr schlechten Kurs gegenüber dem Karbowanez hatte. Erneut gab es zwischen 1922 und 1924 Währungsreformen, die zunächst den sowjetischen Tscherwonez, dann den sowjetischen Karbowanez und später schließlich den Rubel einführten, der auf Ukrainisch Karbowanez genannt wurde.
Nach der Auflösung der Sowjetunion und der Gründung eines neuen ukrainischen Staates 1991 wurde eine Übergangswährung (Kupon-Karbowanez/купоно-карбованець) eingeführt, die wegen der wirtschaftlichen Krise in dieser Zeit unter einer Hyperinflation zu leiden hatte. So war der mittlere Jahreskurs 1992 135 Kupons für eine D-Mark, 1995 gab es für eine D-Mark 102.886 Kupons.

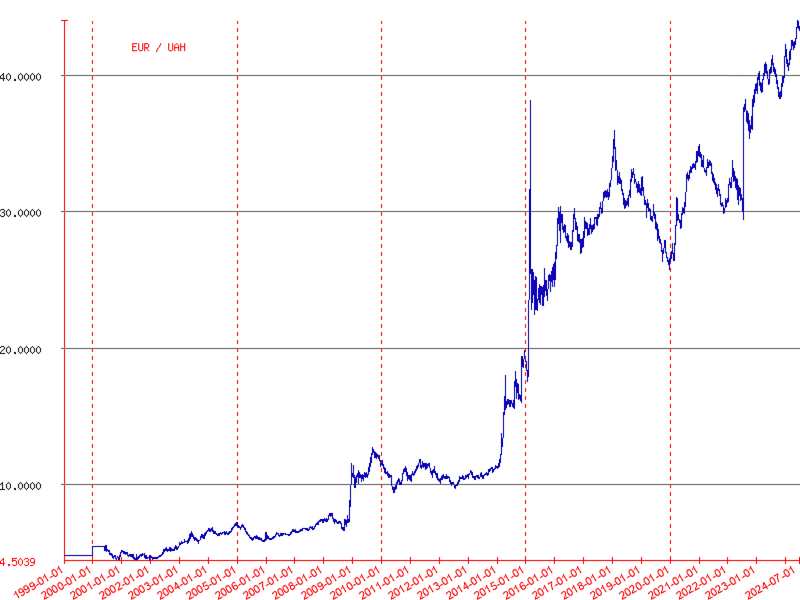
Wechselkurs Euro - Hrywnja

Am 25. August 1996 verkündete Präsident Leonid Kutschma per Erlass eine Währungsreform, die eine neue Währung unter dem alten Namen „Hrywnja“ mit sich brachte. Die Währung, die von 2. bis 16. September 1996 in Umlauf gebracht wurde, ist vergleichsweise kursstabil. Beginnend mit einem Kurs von etwa 1,21 Hrywen für eine D-Mark, war der durchschnittliche Kurs für einen Euro im Jahr 2000 5,03 Hrywen. Danach war der Kurs lange Zeit locker an den US-Dollar gekoppelt. Zwischen Oktober und Dezember 2008 verschlechterte sich der Kurs von etwa 6,5 auf etwa 11 Hrywen für einen Euro. Seit Ende Dezember 2008 sollte die Hrywnja mit einem festen Kurs von 7,7 zu 1 an den US-Dollar gekoppelt sein. Im Februar 2014 lag der Wechselkurs bei 9,42 Hrywen für einen US-Dollar.
Im Zuge der politischen Krise in der Ukraine im ersten Halbjahr 2014 kam es zu einem massiven Kursverfall der ukrainischen Währung.
Infolge des russischen Überfalls auf die Ukraine im Februar 2022 hat die ukrainische Notenbank den „kriegswirtschaftlichen Modus“ ausgerufen. Damit kann die Währung nicht mehr gehandelt werden. Ausländische Banken tauschen Hrywnja daher nicht mehr in andere Währungen um.

## Münzen
Kursmünzen gibt es in Stückelungen zu 1, 2, 5 und 10 Hrywen (die letzten drei wurden 2018 eingeführt) sowie 1, 2, 5, 10, 25 und 50 Kopijok. Seit dem 1. Oktober 2019 sind die Münzen zu 1 Kopijka, 2 und 5 Kopijok nicht mehr gültig. Seit dem 1. Oktober 2020 sind 25 Kopijok auch nicht mehr gültig. Noch drei Jahre konnte man sie in einer staatlichen Bank gegen gültige Münzen oder Geldscheine tauschen.
| Av. | Re. | Nominale   | Dm. /mm | Gültig    |
| --- | --- | ---------- | ------- | --------- |
|     |     | 1 Kopijka  | 16      | 1992–2016 |
|     |     | 2 Kopijki  | 17,3    | 1992–2014 |
|     |     | 5 Kopijok  | 24      | 1992–2015 |
|     |     | 10 Kopijok | 16,3    | 1992–     |
|     |     | 25 Kopijok | 20,8    | 1992–2016 |
|     |     | 50 Kopijok | 23      | 1992–     |
|     |     | 1 Hrywnja  | 26      | 1995–2013 |
|     |     | 1 Hrywnja  | 26      | 2004–2016 |
|     |     | 1 Hrywnja  | 18,9    | 2018–     |
|     |     | 2 Hrywnji  | 20,2    | 2018–     |
|     |     | 5 Hrywen   | 22,1    | 2019–     |
|     |     | 10 Hrywen  | 23,5    | 2020–     |

## Moderne Banknoten

### Eine-Hrywnja-Schein

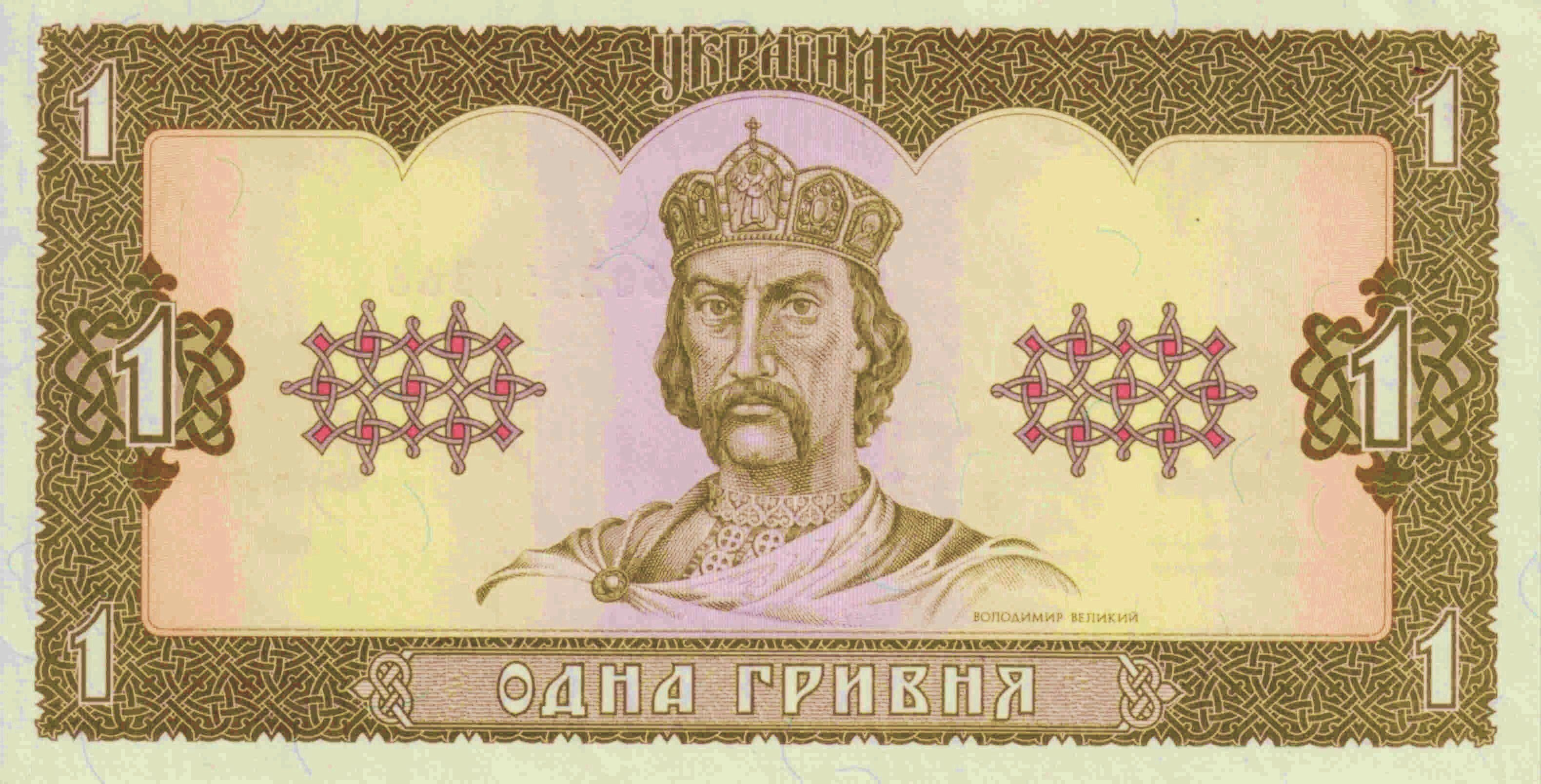
1992
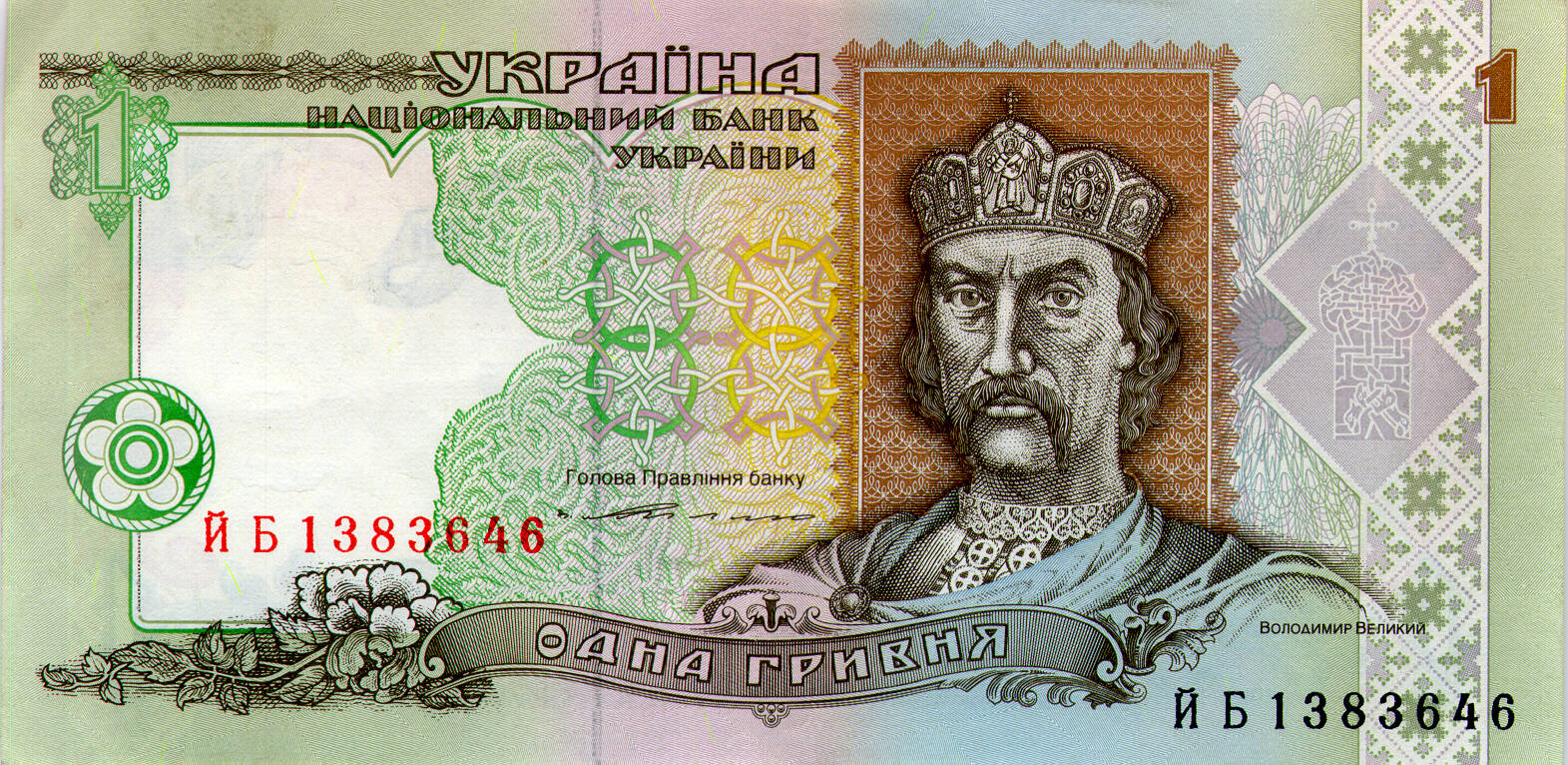
Zweite Serie
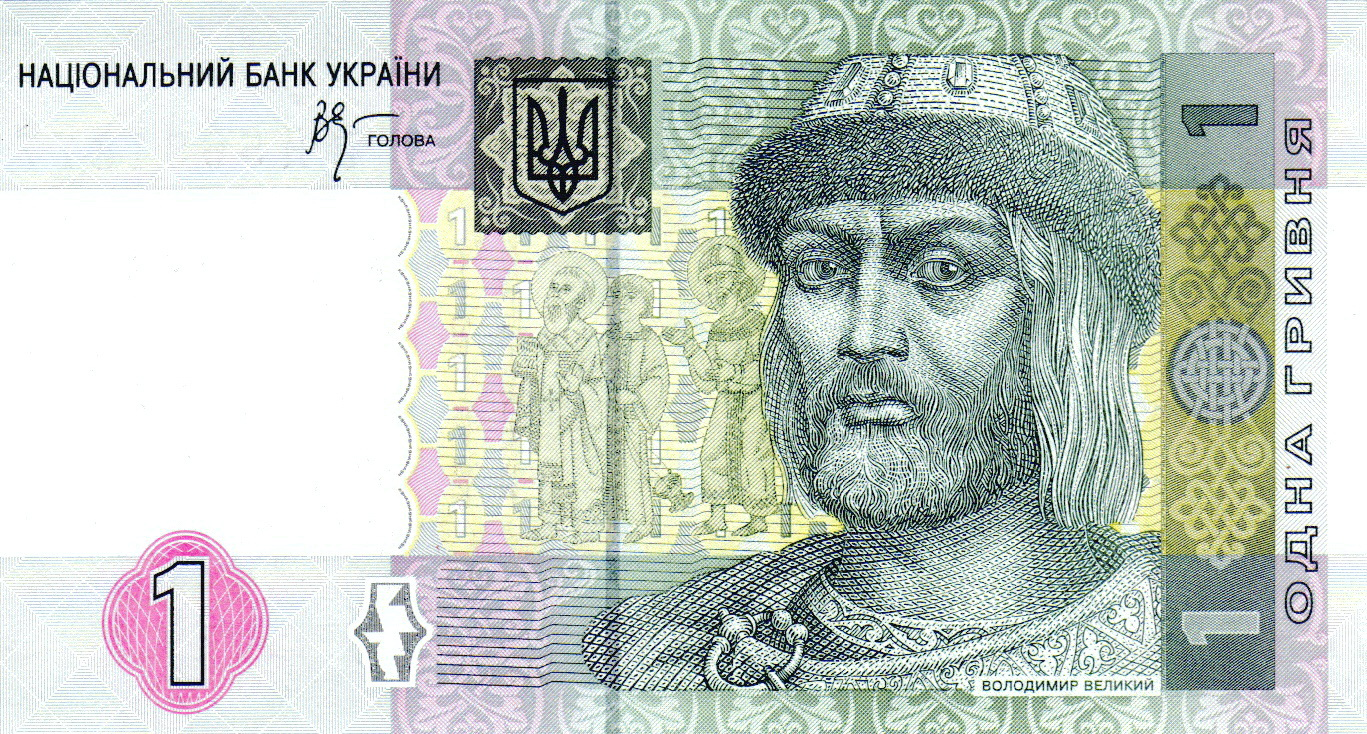
Dritte Serie
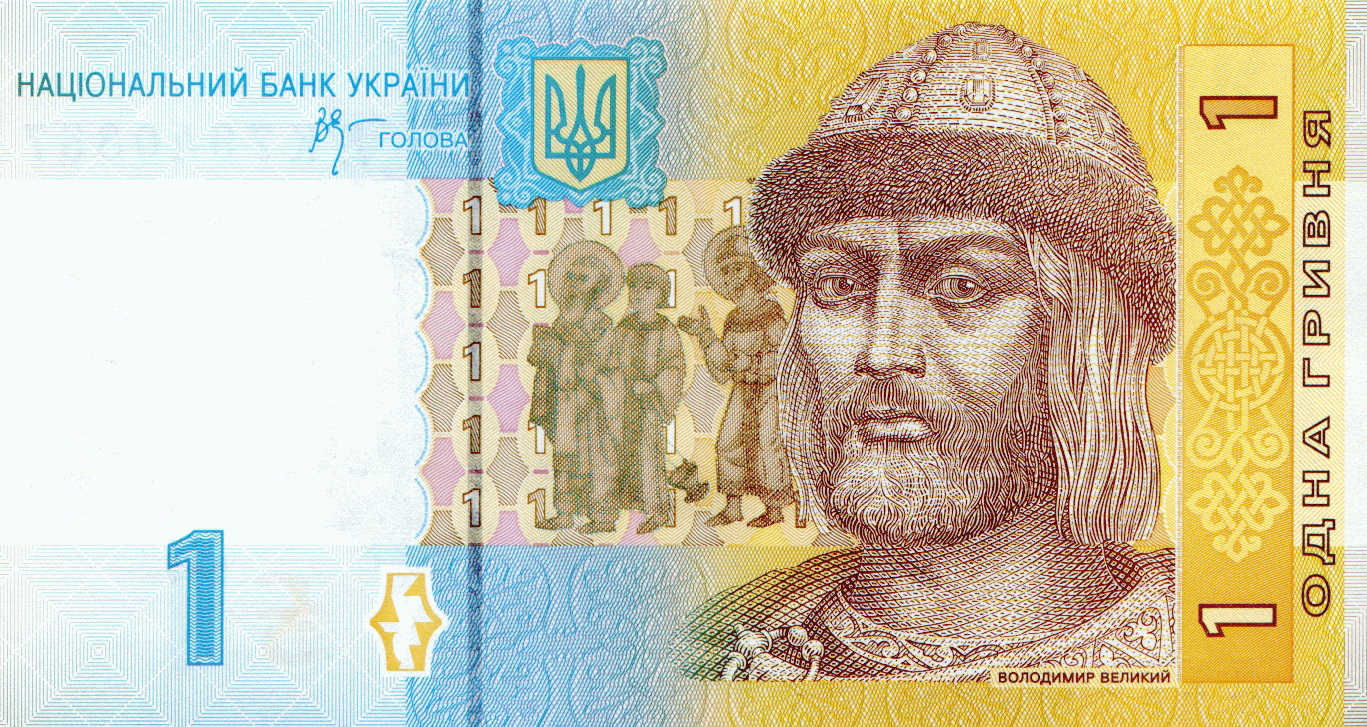
Vierte Serie

Auf der Vorderseite des Geldscheines ist der Großfürst von Kiew, Wladimir I. der Große (ukrainisch Володимир Великий, * 960, † 1015), abgebildet. Großfürst Wladimir I., illegitimer Sohn des Großfürsten Swjatoslaw I. aus dem Geschlecht von Rurikiden und der fürstlichen Dienerin Maluscha, regierte zwischen 980 und 1015 das Reich von Kiew. Unter seinem Regiment kam es zu gewaltiger Ausdehnung des Reichs und 988 zur Christianisierung der Rus. Dem letzteren Ereignis verdankt er seinen Beinamen „der Heilige“ oder „der Apostelngleiche“. Damit knüpft die Ukraine historisch an die staatliche Tradition der Kiewer Rus, deren Erbe nun jetzt drei ostslawische Völker – Russen, Ukrainer und Belarussen – teilen.
Die Rückseite des neuen Hrywnja-Scheines von 2004 zeigt im Gegensatz zu seinem Vorgänger den mittelalterlichen Hrad (die Burg) von Wladimir I. in Kiew. Die Scheine im alten Design von 1992, 1994 und 1995 zeigten auf der Rückseite die Ruinen von Chersones, einer alten griechischen Kolonie auf der Krim. Großfürst Wladimir I. hat die Stadt 988 erobert und ließ sich hier in einer Kirche taufen. Von Chersones aus hat sich das Christentum über die Ostslawen verbreitet.
Im Jahr 2006 wurde ein Schein mit den gleichen Bildern eingeführt, der aber in den Nationalfarben der Ukraine gehalten ist.

### Zwei-Hrywni-Schein
- 1992
- Zweite Serie
- Dritte Serie

Der braune Schein zu zwei Hrywni ersetzte 2004 eine ältere Version. Beide haben auf der Vorderseite ein Porträt von Jaroslaw dem Weisen und bilden auf der Rückseite die Kiewer Sophienkathedrale ab.

### Fünf-Hrywen-Schein

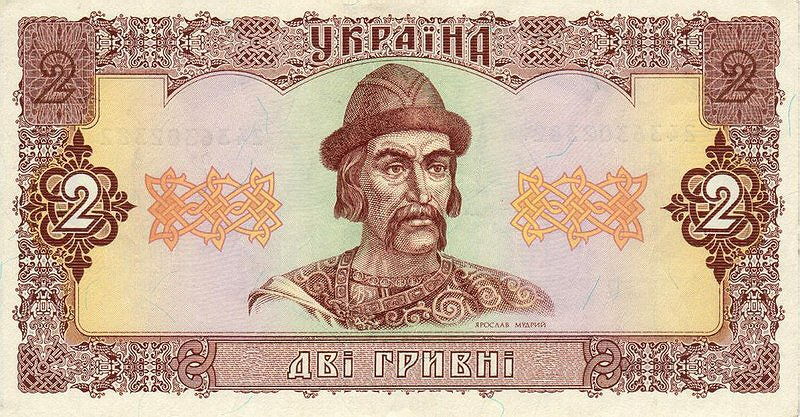
1992
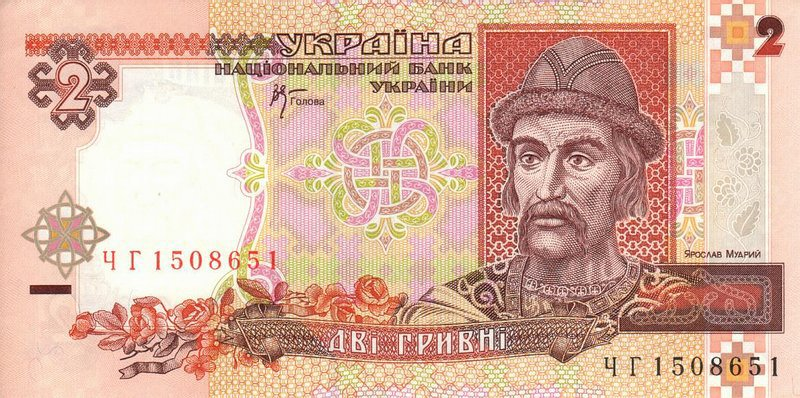
Zweite Serie
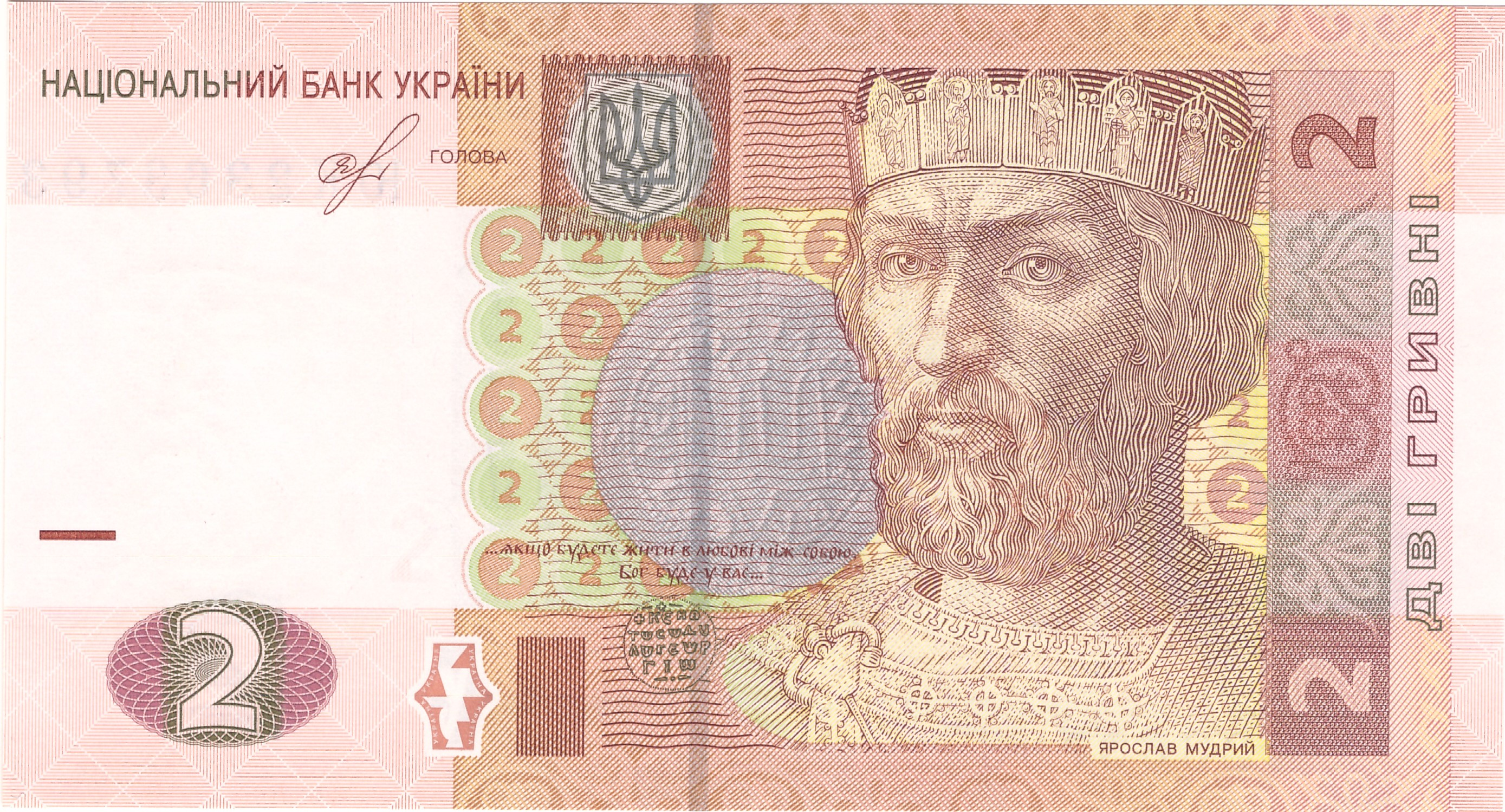
Dritte Serie

Der blaue Schein zu fünf Hrywen von 2004 zeigt Bohdan Chmelnyzkyj auf der Vorderseite und die Kirche des Dorfes Subotiw bei Tschyhyryn auf der Rückseite.

### Zehn-Hrywen-Schein

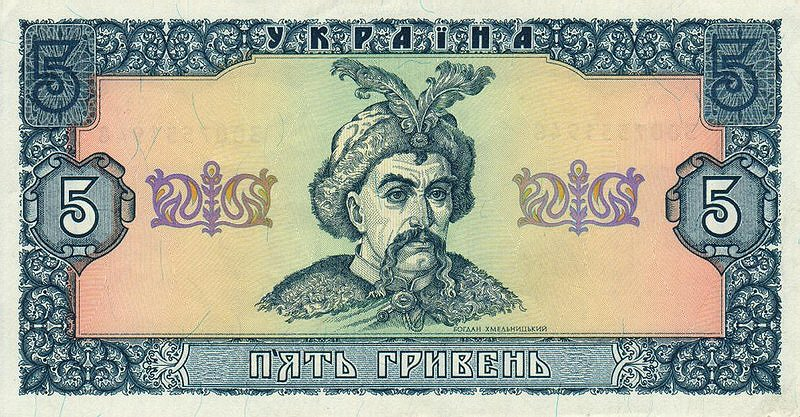
1992
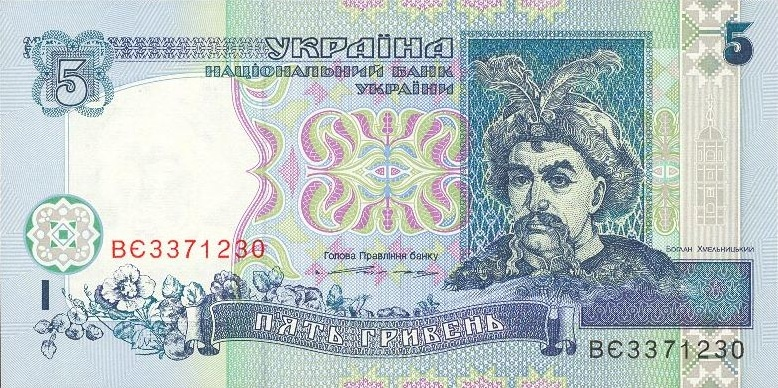
Zweite Serie
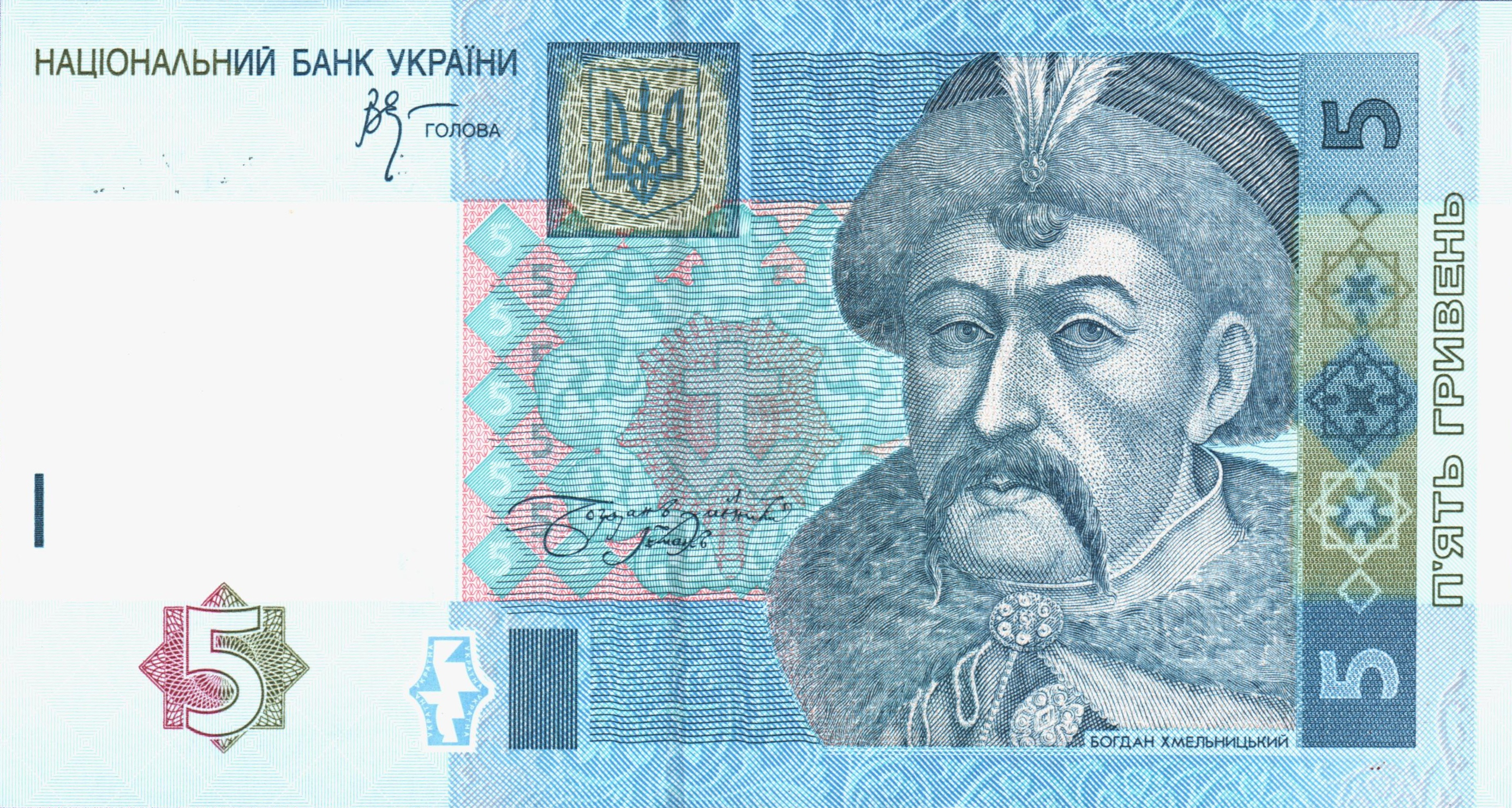
Dritte Serie

Der auf 2004 datierte, rote Schein zu zehn Hrywen bildet Iwan Masepa und das Kiewer Höhlenkloster ab.

### Zwanzig-Hrywen-Schein

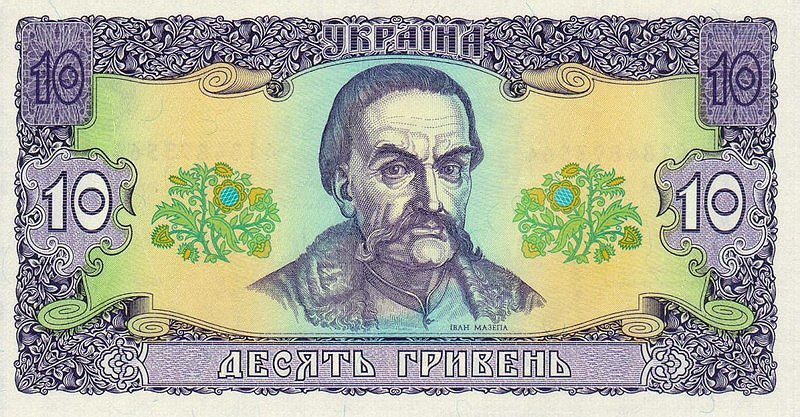
1992
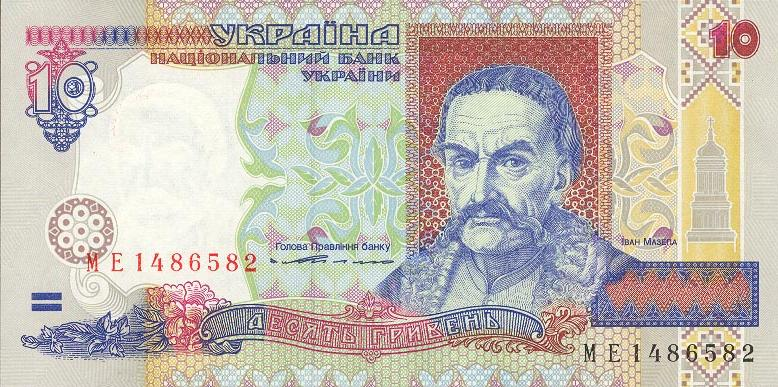
Zweite Serie
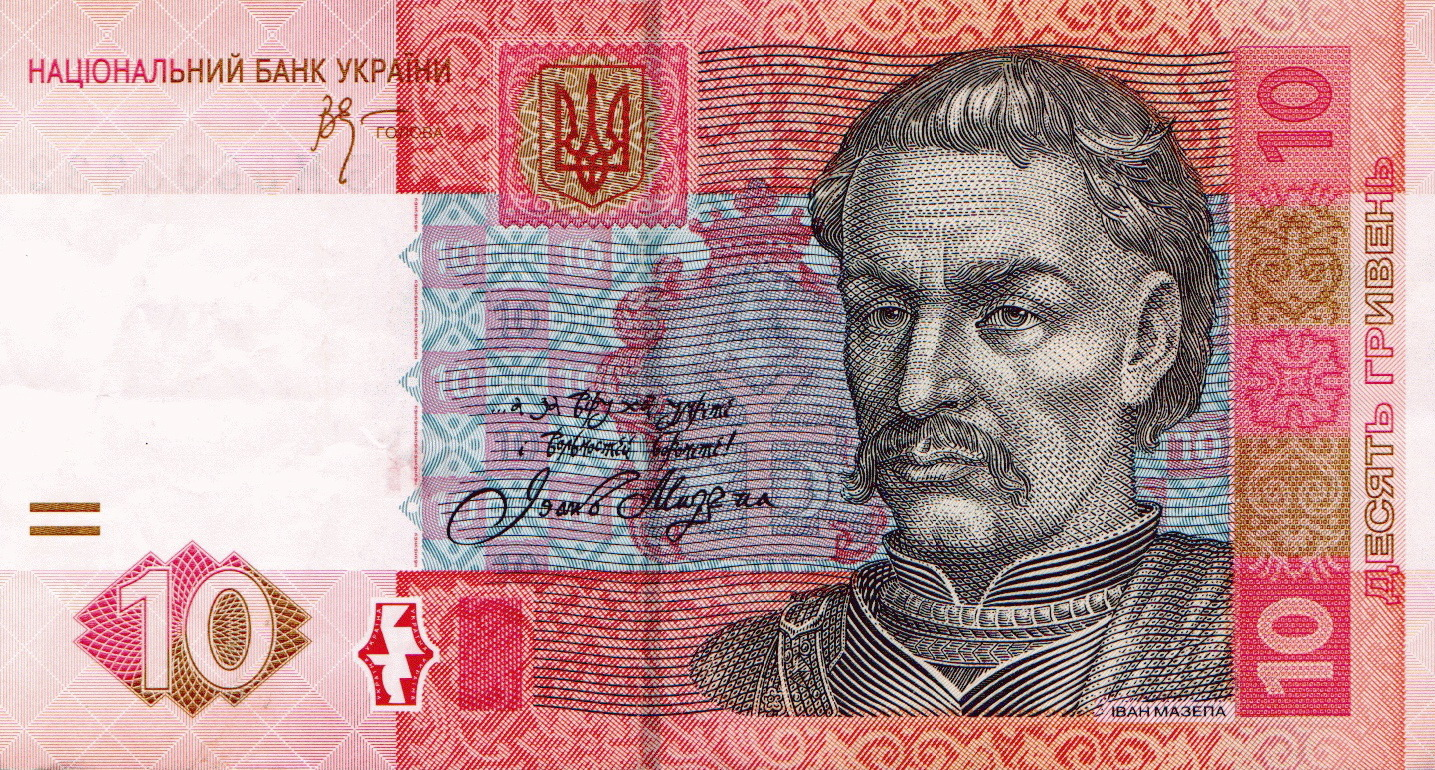
Dritte Serie
- Vierte Serie

Am 1. Dezember 2003 hat die Nationalbank der Ukraine den 20-Hrywen-Schein im neuen Design eingeführt. Dieser zeigt wie seine Vorgänger auf der Vorderseite den aus Ostgalizien stammenden ukrainischen Dichter Iwan Franko (ukrainisch Іван Франко, * 27. August 1856, † 28. Mai 1916). Im Hintergrund sind die Abhänge der Ukrainischen Karpaten zu erkennen. Franko zählt neben Taras Schewtschenko zu den wichtigsten Größen in der ukrainischen Literatur und symbolisiert die Westukraine. Nach ihm wurde 1962 die Stadt Stanislau in Iwano-Frankiwsk umbenannt, ebenjenen Namen trägt auch die Oblast Iwano-Frankiwsk.
Eine Abbildung des Lemberger Opernhauses schmückt die Rückseite des Geldscheines. Im Vordergrund ist die Allegorie der Gloria (ukrainisch Слава, polnisch Slawa), einer geflügelten Frauenfigur mit gebogenem goldenem Palmenzweig in beiden Händen, abgebildet. Diese Allegorie krönt das Tympanon des Opernhauses zwischen dem Genius des Dramas (links) und dem Genius der Musik (rechts). Das Theater wurde 1897–1900 vom Lemberger Architekten Zygmunt Gorgolewski erbaut und gilt als eines der schönsten in der Ukraine wie auch in ganz Ost- und Mitteleuropa. 1956 wurde das Theater nach Iwan Franko benannt. Seit der letzten Umbenennung im Jahr 2000 führt das Theater den Namen von Solomija Kruschelnyzka.

### Fünfzig-Hrywen-Schein

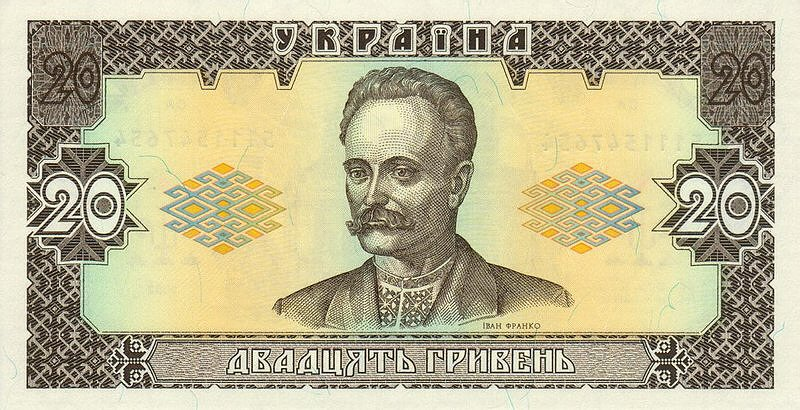
1992
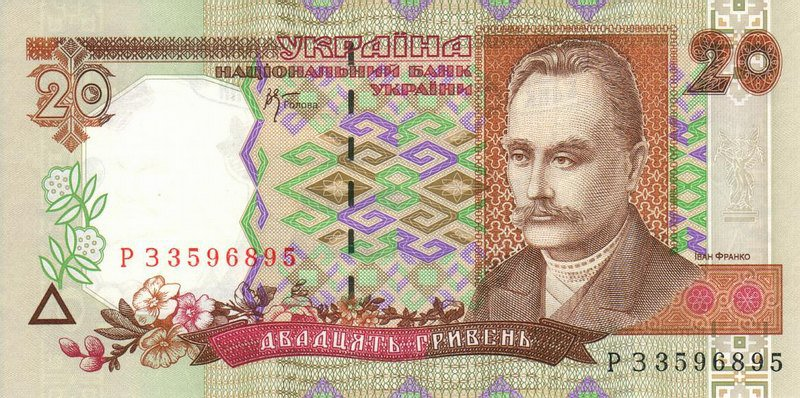
Zweite Serie
Dritte Serie
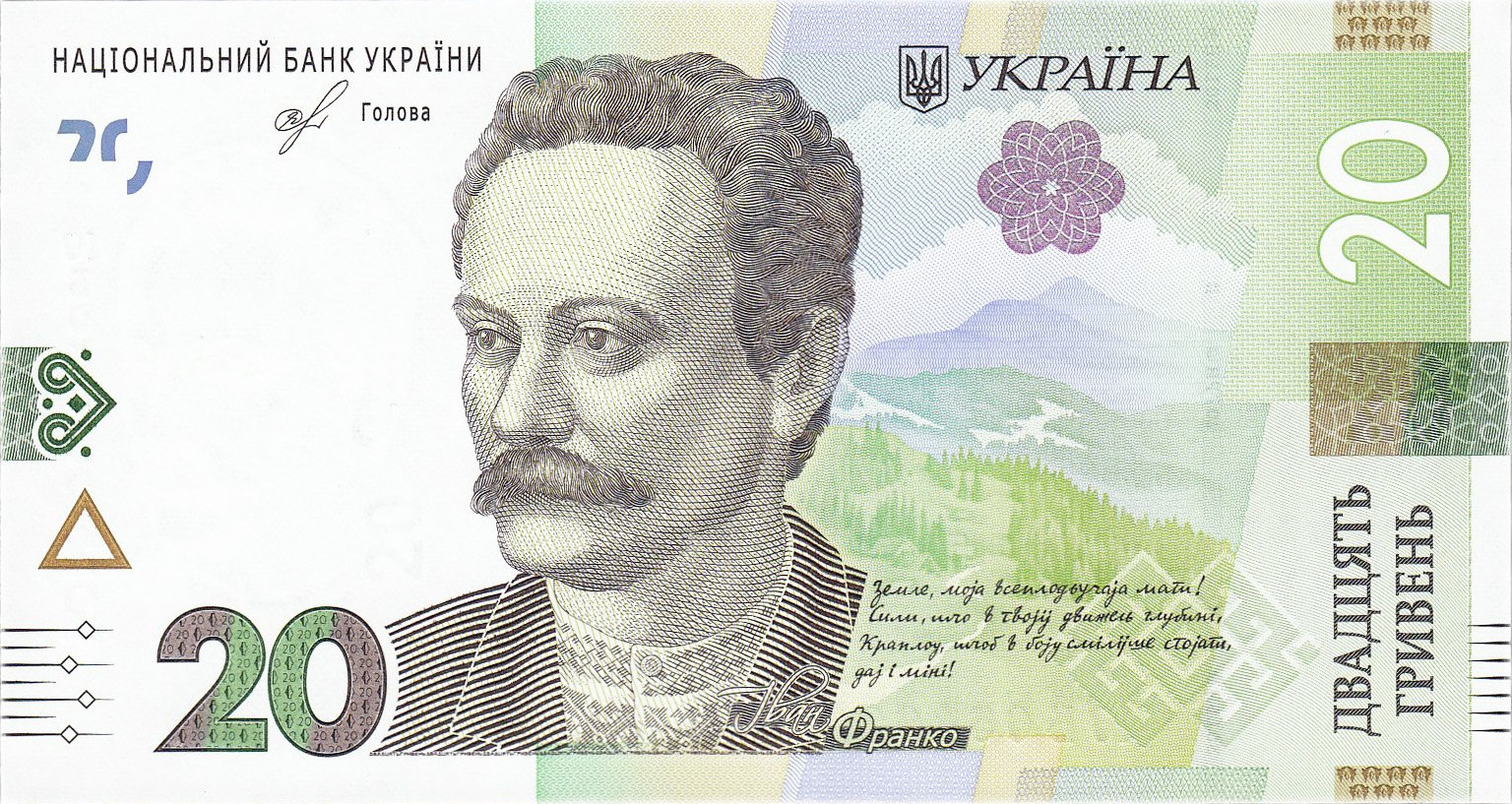
Vierte Serie

Auf der Vorderseite ist Mychajlo Hruschewskyj (ukrainisch Михайло Грушевський, * 29. September 1866, † 25. November 1934) abgebildet. Hruschewskyj war zunächst als Professor für osteuropäische Geschichte an der Universität Kiew tätig, seit 1894 hatte er Professur für de facto ukrainische Geschichte an der Universität Lwiw inne. 1898 begann er in Lemberg die Arbeit an seinem Monumentalwerk Geschichte der Ukraine-Rus, welches er bis 1927 schrieb. Die Arbeit führt die ukrainische Geschichte bis in die 1660er Jahre auf und gilt als konzeptionelles Grundwerk der ukrainischen Geschichtsschreibung. Während der ukrainischen Revolution 1917–1920 stand Hruschewskyj der Zentralna Rada vor, der provisorischen politischen Repräsentanz der ukrainischen Nation und war demnach das erste nominelle Staatsoberhaupt der Ukrainischen Volksrepublik. In der Sowjetunion galt Hruschewskyj als bürgerlich-nationalistischer Historiker und die Veröffentlichung seiner Werke wurde erst 1989 erlaubt. Auf dem neuen 50-Hrywen-Schein von 2004 ist Hruschewskyj im wesentlich jüngeren Alter abgebildet als auf dem alten von 1996.
Eine komplette Änderung wurde 2004 auf der Rückseite des Scheines vorgenommen. Diese zeigt nicht mehr das Gebäude der Werchowna Rada, des ukrainischen Parlaments, sondern das ehem. Pädagogische Museum (sog. Lehrerhaus) in Kiew. 1917–1918 tagte hier die Zentralna Rada, das heutige Parlamentshaus der Werchowna Rada wurde erst 1936 eingeweiht. Damit soll bessere Verknüpfung mit der historischen Persönlichkeit auf der Vorderseite des Geldscheines hergestellt werden. Das Bild ist mit den Figuren einer Bäuerin und eines Arbeiters umrahmt, diese Motive kommen oft in auf den Hrywnja-Scheinen, die 1918–1919 gedruckt wurden, und sollen auf die sozialdemokratische Ausrichtung der damaligen Republik hindeuten.

### Hundert-Hrywen-Schein

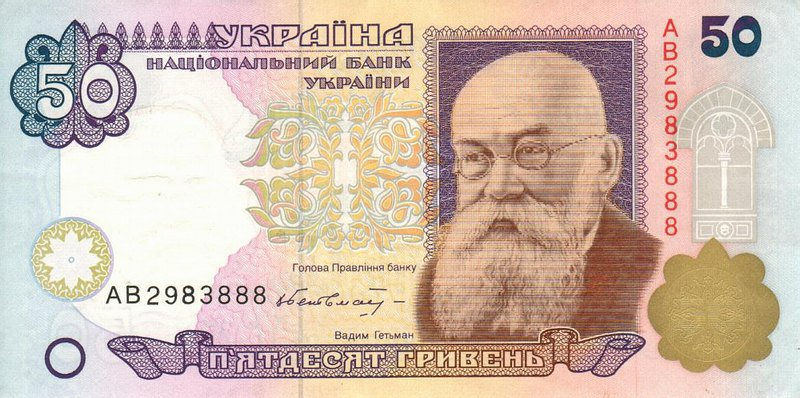
Zweite Serie
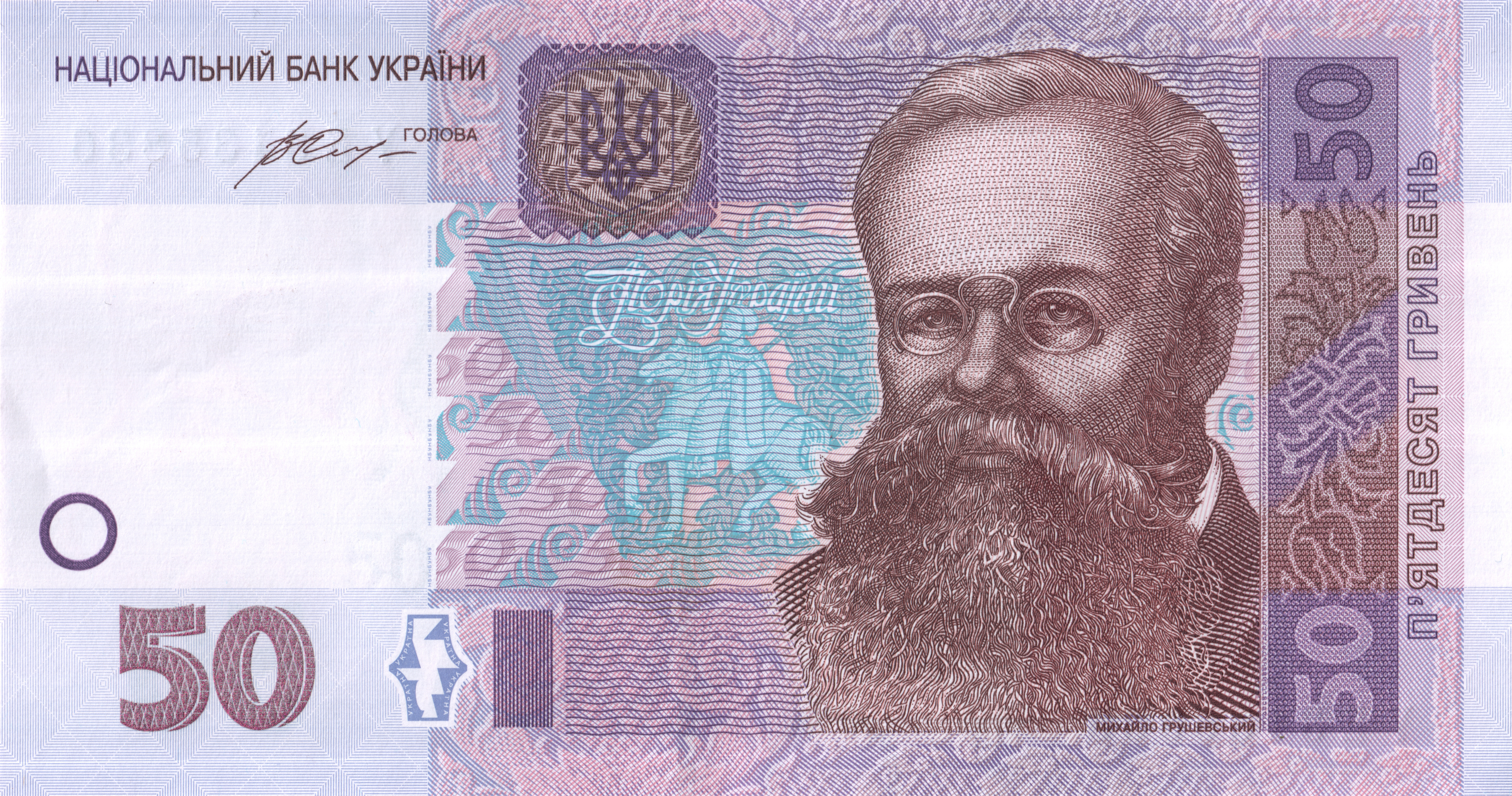
Dritte Serie
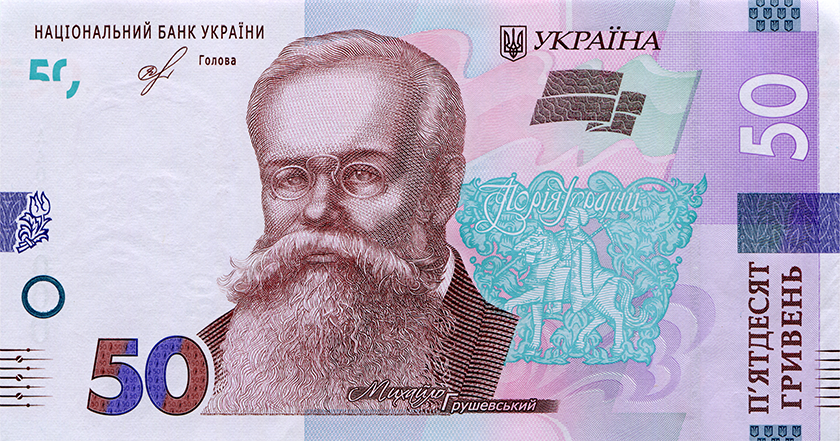
Vierte Serie

Die Vorderseite des 100-Hrywen-Scheins zeigt den ukrainischen Nationaldichter Taras Schewtschenko. Der in der Leibeigenschaft geborene und später mit Unterstützung des russischen Malers Karl Brjullow losgekaufte Dichter prägt mit seinem Freiheitsstreben und Leidensweg noch bis heute stark das nationale Bewusstsein der Ukrainer. In Gegensatz zum alten 100-Hrywen-Schein von 1996, wo Schewtschenko im hohen Alter mit traditioneller ukrainischen Mütze aus Lammfell abgebildet wurde, zeigt der neue Schein von 2006 den Dichter in seinen jungen Jahren. Diese Änderung hat die Nationalbank der Ukraine auf Anliegen mehrerer Schewtschenko-Kenner und Historiker vorgenommen. Das neue Bild ist eine Abbildung des bekanntesten Selbstbildnisses des Dichters, welches er in den Zeiten seiner höchsten Popularität gezeichnet hat. Im Hintergrund des Schewtschenko-Bildes ist das Gesicht von Katharina, der Heldin gleichnamiger Schewtschenko-Drama, zu sehen.
Geändert wurde auch die Rückseite der Banknote. Zeigte sie im Design von 1996 die Kiewer Sophienkathedrale mit dem bekannten Glockenturm, so ist jetzt die Dnepr-Landschaft mit Tschernetscha Hora (deutsch Mönchenhügel) zu sehen. Tschernetscha Hora, auch Tarasowa Hora (Taras-Hügel) genannt, ist ein Hügel am Dneprufer bei Kaniw und die letzte Ruhestätte von Taras Schewtschenko. Den Wunsch am Ufer des Dnepr in der Ukraine bestattet zu werden, hat Schewtschenko 1845 in seinem gedichteten Vermächtnis (Заповіт) geäußert. Im Vordergrund ist auch ein blinder Kobzar mit Bandura und einem Begleitjungen abgebildet. Früher zogen diese meist blinden Sänger wie die mittelalterlichen Troubadoure von Ort zu Ort und sangen ihre Balladen von ruhmreichen und freiheitlichen Kosakenzeiten. So ist Kobzar auch zu einem Sinnbild des ukrainischen Bewusstseins geworden. Taras Schewtschenko wird öfter der Große Kobzar genannt. Das Bild auf der Rückseite des 100-Hrywen-Scheins stammt von einer seiner Skizzen.
Am 9. März 2015 wurde eine erneuerte Version der Banknote, allerdings mit demselben Motiv, herausgegeben.

### Zweihundert-Hrywen-Schein

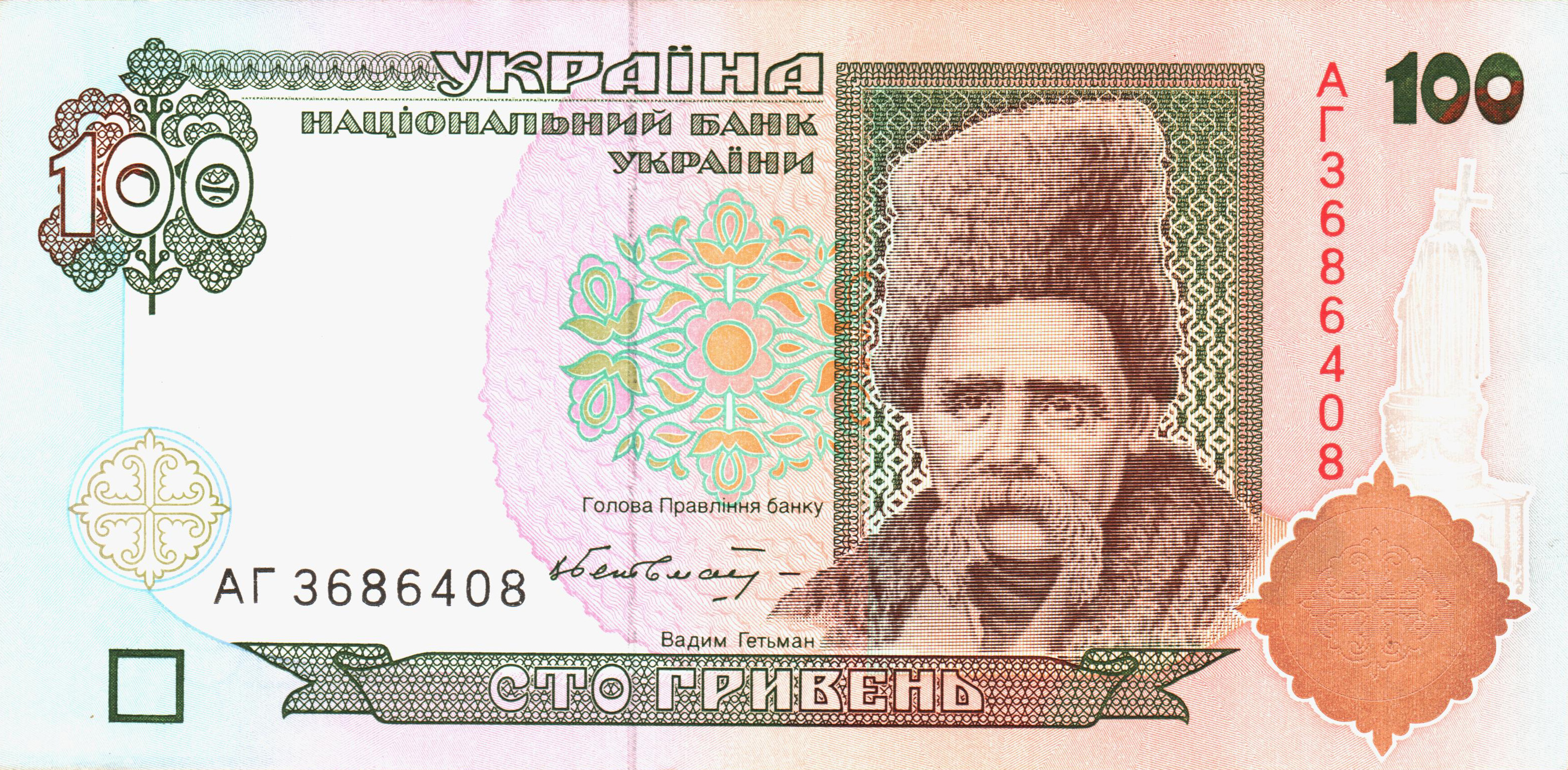
Zweite Serie
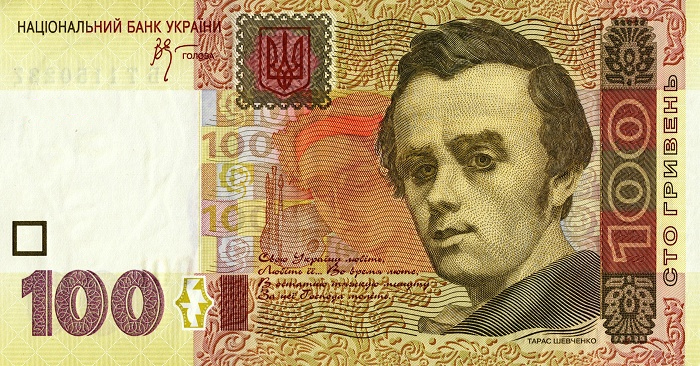
Dritte Serie
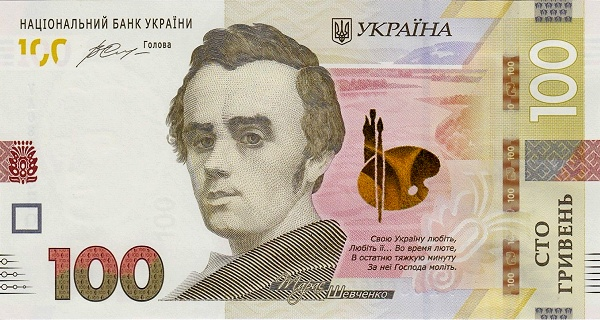
Vierte Serie

Der violette Schein zu 200 Hrywen mit Lessja Ukrajinka ersetzte 2007 eine ältere Version. Auf der Rückseite sind Teile der Burg Lubarta in Luzk abgebildet.

### Fünfhundert-Hrywen-Schein

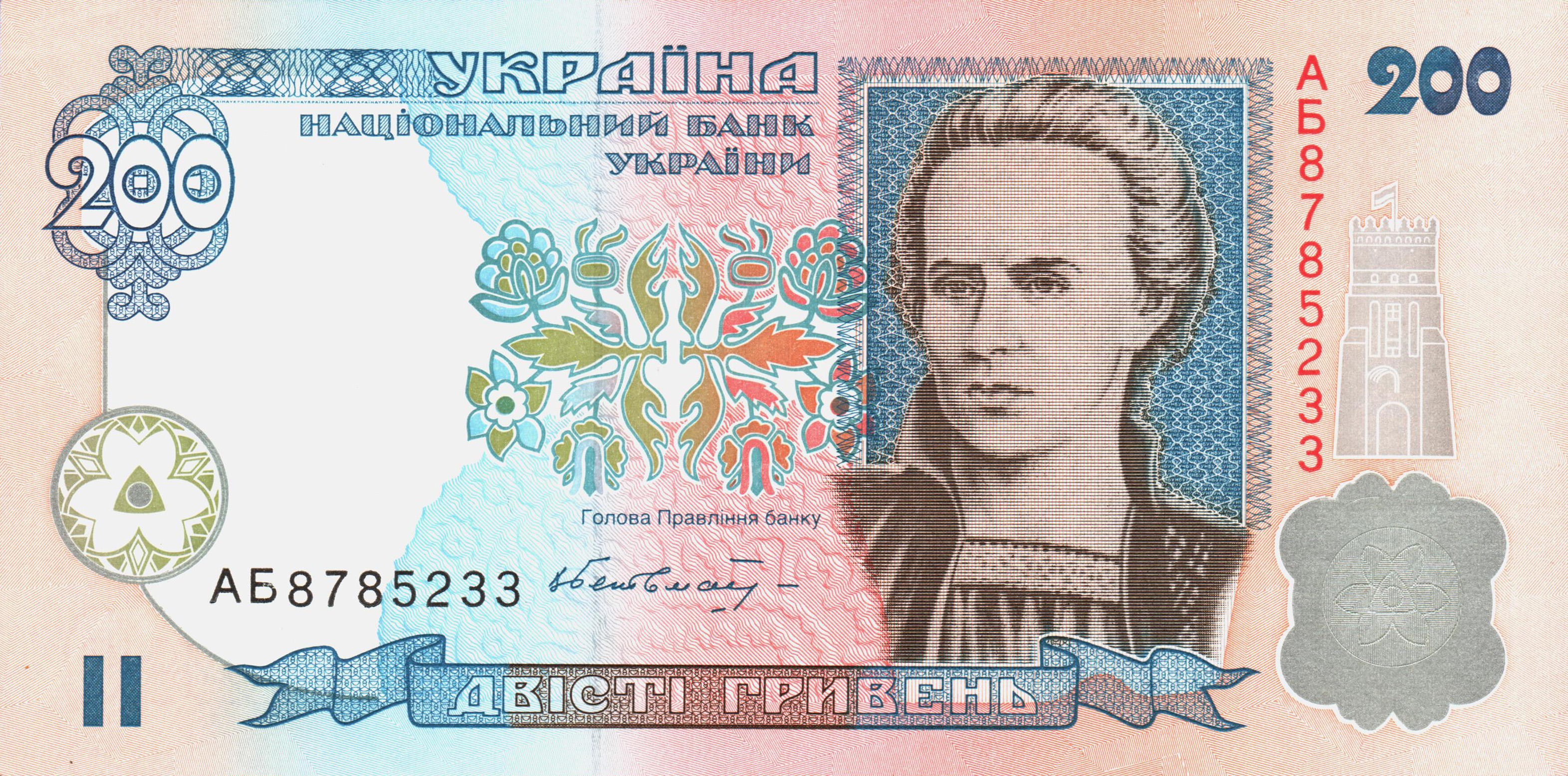
Dritte Serie
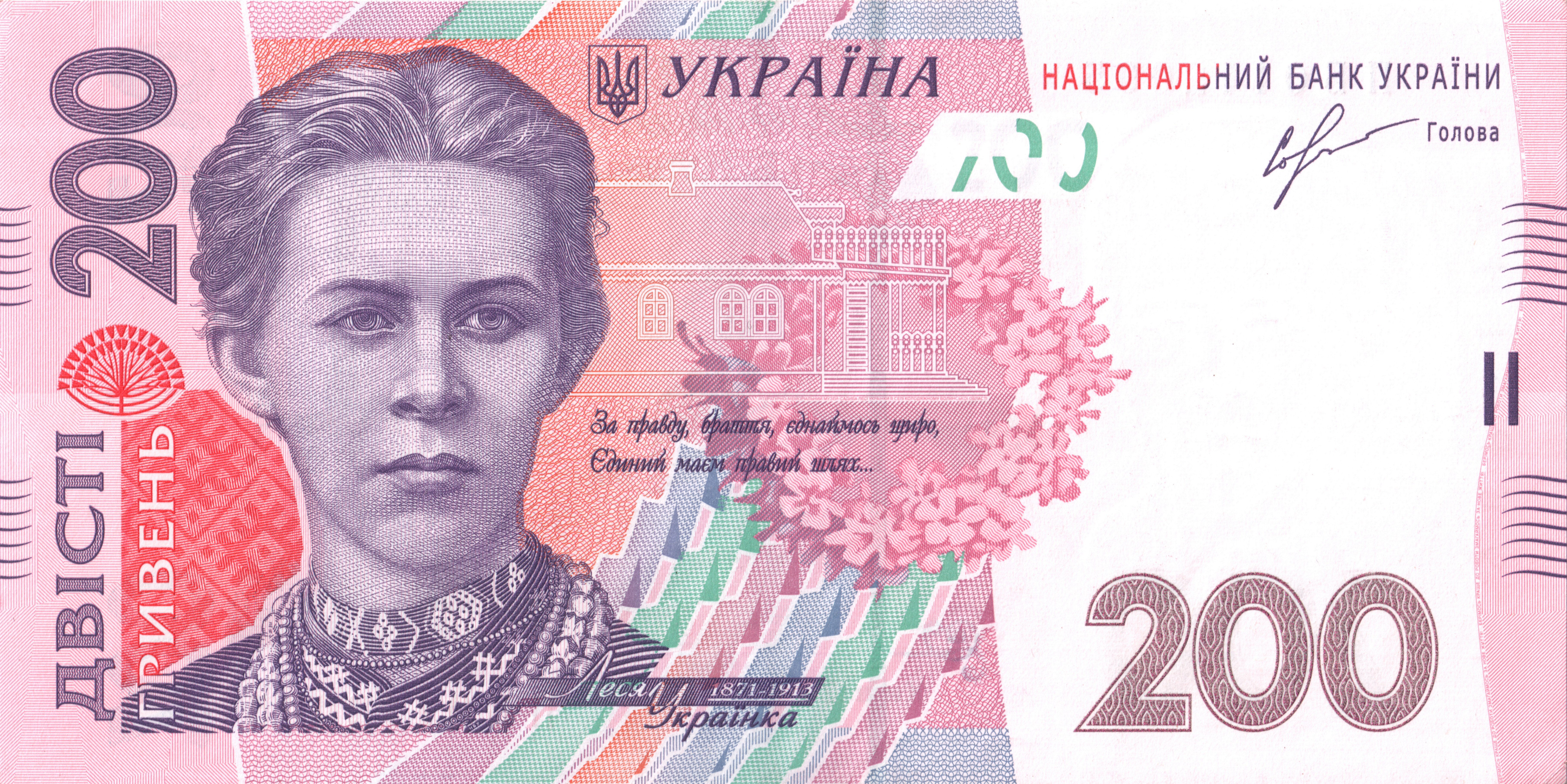
Vierte Serie
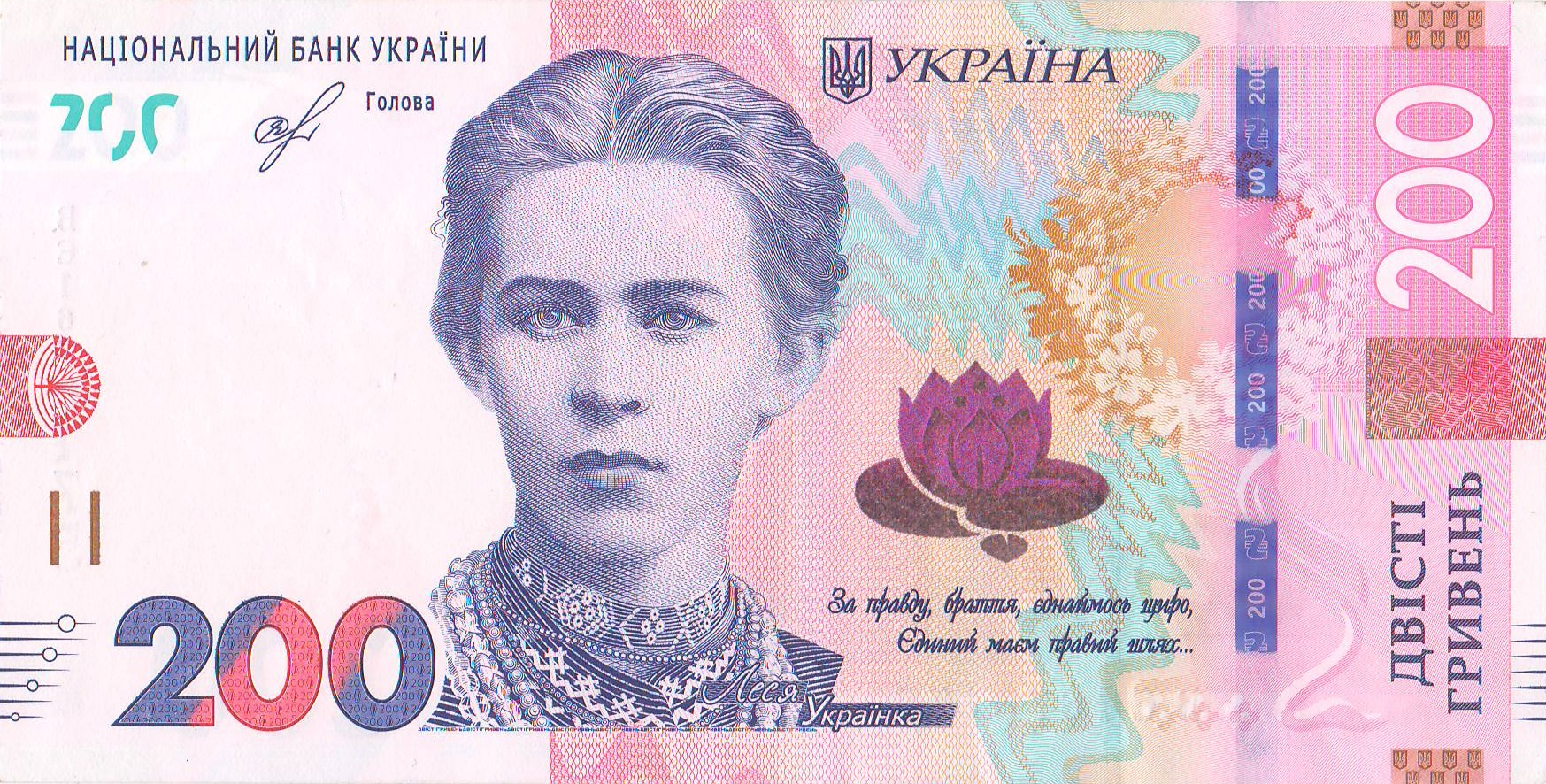
Vierte Serie

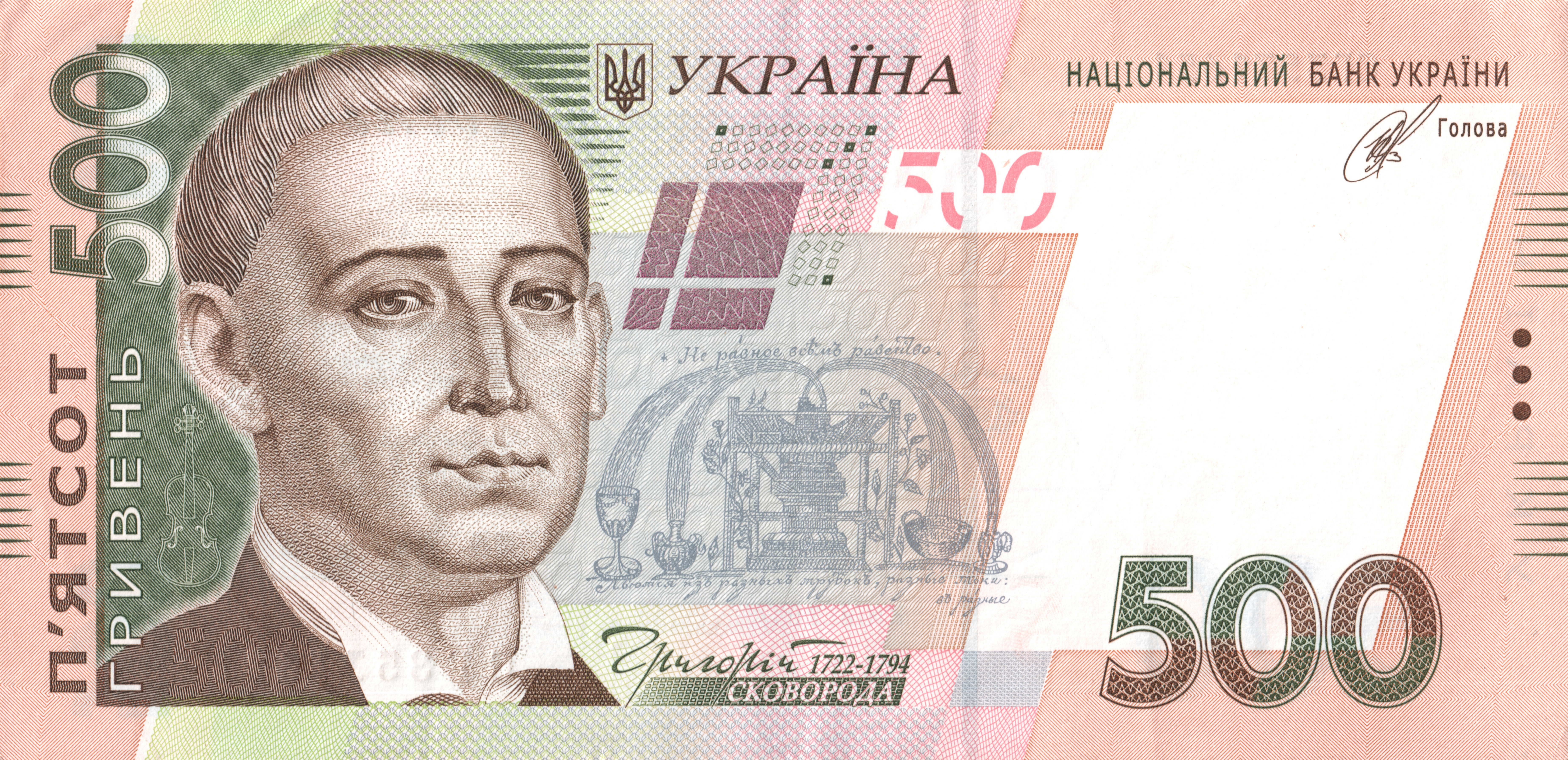
Dritte Serie
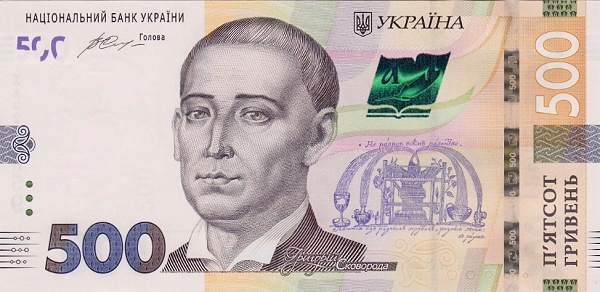
Vierte Serie

Den orangen Schein zu 500 Hrywen von 2006 ziert das Porträt von Hryhorij Skoworoda, auf der Rückseite die Mohyla-Akademie.
Nach Kurs vom 23. Februar 2023 hat die 500-Hrywen-Note einen Gegenwert von 12,85 EUR.

### Tausend-Hrywen-Schein

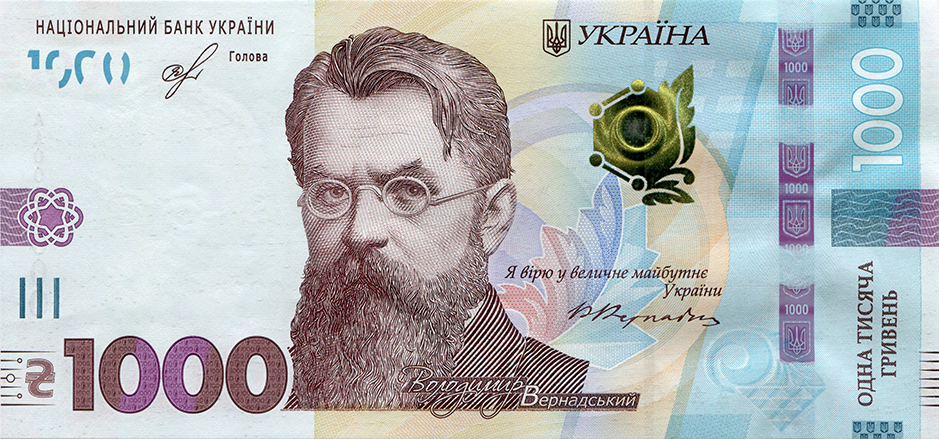
1000-Hrywen-Schein, 2019

Den blauen Schein zu 1000 Hrywen von 2019 ziert das Porträt von Wolodymyr Wernadskyj. Auf der Rückseite ist die Nationale Akademie der Wissenschaften abgebildet.
Nach Kurs vom 23. Februar 2023 hat die 1000-Hrywen-Note einen Gegenwert von 25,7 EUR.

## Darstellung des Währungssymbols
Das Symbol der Währung  ist im Unicodestandard auf der Position U+20B4 zu finden: ₴ (nur mit geeignetem Schriftsatz sichtbar).